# Lachnocladiaceae
Lachnocladiaceae là một họ nấm trong bộ Russulales. Họ này gồm 124 loài được xếp và 8 chi. Các loài trong họ này phân bố rộng khắp vùng nhiệt đới và ôn hòa, đặc biệt được tìm thấy trên các loài gỗ của các loài cây rụng lá và cây lá kim.